# Ferdy Mayne
Ferdy Mayne (født 11. marts 1916, død 30. januar 1998) var en tysk skuespiller, bl.a. kendt fra film som Ørneborgen og Vampyrernes nat, hvor han spiller vampyrgreven Count Von Krolock.

## Filmografi
- Vampyrernes nat (1967)